# Chironomus columbiensis
Chironomus columbiensis är en tvåvingeart som beskrevs av Wulker, Sublette, Morath och Friedrich Wilhelm Martini 1989. Chironomus columbiensis ingår i släktet Chironomus och familjen fjädermyggor. Inga underarter finns listade i Catalogue of Life.